# Processo Krumey-Hunsche
Il processo Krumey-Hunsche fu il procedimento penale tenuto contro Hermann Krumey e Otto Hunsche, entrambi sotto processo davanti al Tribunale regionale di Francoforte sul Meno dal 27 aprile 1964 al 3 febbraio 1965. L'accusa fu di "omicidio comune in un numero imprecisato di casi": in particolare, il pubblico ministero accusò Krumey e Hunsche di aver partecipato all'omicidio di almeno 300.000 ebrei deportati dall'Ungheria al campo di sterminio di Auschwitz-Birkenau nel 1944.

## Processo
Il processo si tenne nella Gallus-Haus di Francoforte, lo stesso luogo del processo di Auschwitz. Anche alcune delle parti in causa furono le stesse. Il pubblico ministero Hanns Großmann e il pubblico ministero Adolf Steinbacher condussero l'accusa, i querelanti furono rappresentati dagli avvocati Henry Ormond, Christian Raabe e Robert Kempner. Hans Laternser e Fritz Steinacker furono gli avvocati difensori di Hunsches, mentre Krumey fu rappresentato da Erich Schmidt-Leichner.
Il processo durò nove mesi: Otto Hunsche fu assolto mentre Hermann Krumey fu condannato a cinque anni di carcere e poi rilasciato compensando il tempo trascorso in detenzione preventiva dal 1960.

### Ricorso e appello
Sia la Procura che la difesa presentarono ricorso, che fu respinto dal BGH (Bundesgerichtshof, Corte di giustizia federale). Il caso fu rinviato al tribunale regionale, che raccomandò di aumentare la pena stabilita per Krumey. Dando seguito all'indicazione, nell'agosto 1969 Krumey fu condannato all'ergastolo e Hunsche a dodici anni di carcere per complicità in omicidio.
Nel gennaio 1973, l'appello presentato da Krumey fu nuovamente respinto dal BGH, cosicché la sentenza divenne definitiva. Krumey fu rilasciato dal carcere nel 1981 per malattia e morì poco dopo. Non si sa nulla della vita di Hunsche.